# Tim Lambrecht
Tim Lambrecht (Leuven, 15 januari 1998) is een Belgisch basketballer. Hij speelt als Forward.

## Carrière
In augustus 2015 werd Lambrecht opgenomen in de A-selectie van Telenet Oostende. Zijn overstap naar de A-selectie kaderde in een bewuste keuze van Telenet Oostende om meer te investeren in de opleiding en doorstroming van jeugdspelers. Tijdens het seizoen 2015/2016 kreeg Lambrecht op regelmatige basis enkele speelminuten. Hij speelde tot het seizoen 2018/19 voor Oostende en veroverde in die tijd vier opeenvolgende titels en drie bekers. In het seizoen 2019/20 werd hij uitgeleend aan de Leuven Bears. Vanaf seizoen 2020/21 speelde hij voor Spirou Charleroi. 
Hij verliet de club na het seizoen 2021/22 en tekende voor het seizoen 2022/23 bij het Litouwse KK Nevėžis. Het seizoen erop speelde hij voor concurrent KK Neptūnas. In de zomer van 2024 tekende Lambrecht voor de Poolse eersteklasser Stal Ostrów Wielkopolski.

## Palmares

### Club
Telenet Oostende
- Belgisch landskampioen: 2016, 2017, 2018, 2019
- Beker van België: 2016, 2017, 2018